# Gornya Gyonovica
Gornya Gyonovica (macedónul: Горна Ѓоновица) település Észak-Macedóniában, a Pologi körzet Gosztivari járásában.

## Népesség
| Lakosok száma | 193  | 164  | 75   | 16   | 10   | 8    | 40   |
|               | 1948 | 1961 | 1971 | 1981 | 1991 | 2002 | 2021 |

2002-ben 8 lakosa volt, akik mindannyian macedónok.